# Nuevo Urecho (kommun)
Nuevo Urecho är en kommun i Mexiko.   Den ligger i delstaten Michoacán de Ocampo, i den södra delen av landet, 290 km väster om huvudstaden Mexico City.
Följande samhällen finns i Nuevo Urecho:
- Nuevo Urecho
- La Ibérica
- San Vicente
- El Calvario
- Tipítaro
- El Capirito
- Ichachico
- Las Trojas
- Tierras Coloradas
- El Tejabán
- Las Pilas
- Los Sabinos